# Бургхајм
Бургхајм (фр. Bourgheim) насеље је и општина у источној Француској у региону Алзас, у департману Доња Рајна која припада префектури Селестат Ерштајн.
По подацима из 2011. године у општини је живело 568 становника, а густина насељености је износила 200,71 становника/km². Општина се простире на површини од 2,83 km². Налази се на средњој надморској висини од 168 метара (максималној 221 m, а минималној 159 m).

## Демографија
| 1962. | 1968. | 1975. | 1982. | 1990. | 1999. | 2011. |
| ----- | ----- | ----- | ----- | ----- | ----- | ----- |
| 208   | 240   | 246   | 257   | 395   | 409   | 568   |

График промене броја становника у току последњих година